# Ilyushin Il-18
Chiếc Il-18 (Tên hiệu NATO: Coot) thứ hai là một máy bay chở khách động cơ tua bin cánh quạt tương tự chiếc Lockheed L-188 Electra. Là một trong những máy bay nổi tiếng nhất của Liên Xô, nó cũng là một trong những loại máy bay được nhiều người biết tới và được sử dụng trong một thời gian dài, chuyến bay đầu tiên diễn ra năm 1957. Il-18 là một trong những máy bay dân dụng chủ yếu trên thế giới trong vài thập niên, và nó được xuất khẩu rộng rãi. Vì đặc tính bền bỉ của nó, nhiều chiếc có thể đạt đến hơn 45.000 giờ bay.

## Thiết kế và phát triển

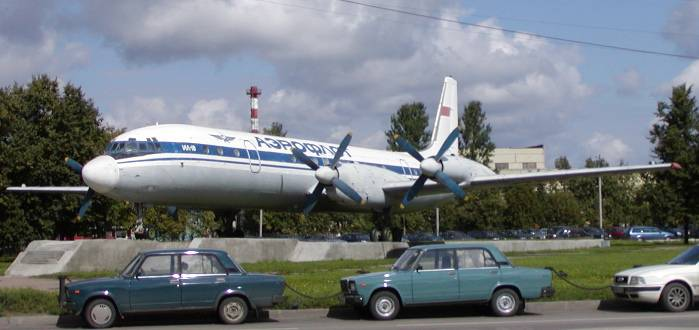
Il-18 trưng bày tại Sân bay quốc tế Sheremetyevo, Moskva

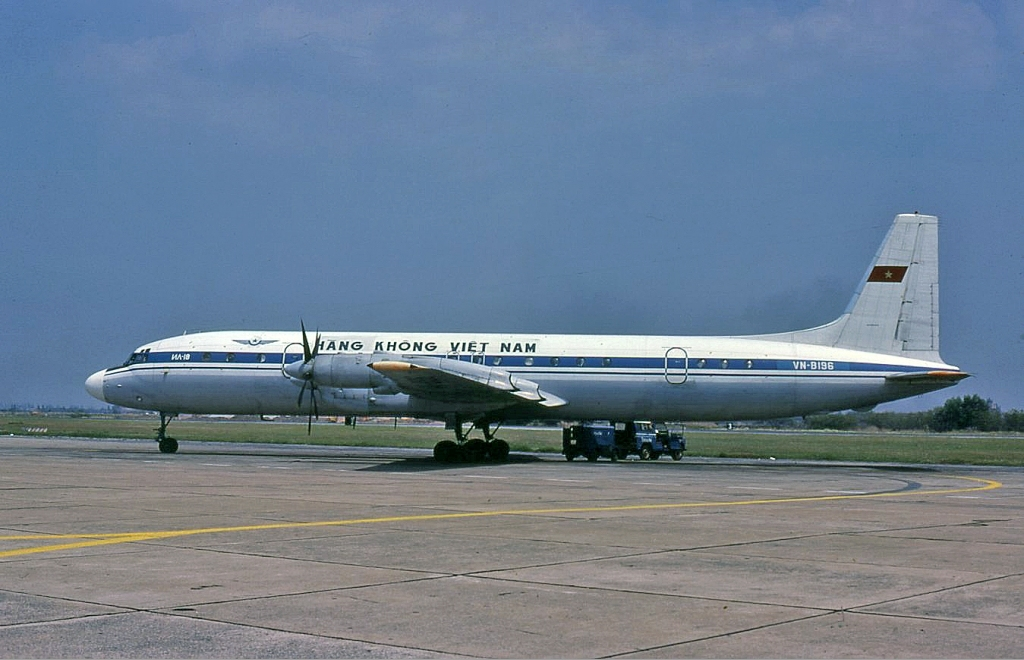
Il-18 của Hãng hàng không Quốc gia Việt Nam

Thực ra, vào năm 1946, Liên Xô đã giới thiệu một loại máy bay cánh quạt chở khách được đặt tên định danh là Ilyushin Il-18. Tuy nhiên, sau vài chuyến bay thử nghiệm, chương trình bị huỷ bỏ.
Loại Il-18 sau cũng là loại máy bay chở khách được trang bị bốn động cơ cánh quạt nhưng là loại tua bin. Il-18 được sản xuất hàng loạt trong mười hai năm. Chiếc máy bay này rất nổi tiếng, không chỉ vì độ tin cậy và tính kinh tế trong hoạt động, mà còn bởi khả năng tăng số ghế hành khách cũng như tầm bay đối với mọi phiên bản (A, B, V, D và E). Il-18 cũng có phiên bản VIP («Salon»).

## Lịch sử hoạt động
Chiếc Il-18 đầu tiên, được trang bị bốn động cơ tua bin cánh quạt NK-4, cất cánh ngày 4 tháng 7 năm 1957. Ngày 17 tháng 9 năm 1958 chiếc máy bay lần đầu tiên cất cánh sử dụng các động cơ AI-20 mới. Phi công thử nghiệm là V. K. Kokkinaki. Trong giai đoạn 1958 tới 1960 hai mươi lăm kỷ lục thế giới đã được chiếc máy bay này thiết lập, trong số đó có kỷ lục về tầm bay và độ cao ở nhiều điều kiện chất tải. Năm 1958 chiếc máy bay được trao Giải thưởng lớn tại Hội chợ Thế giới Brussels. Tháng 4 năm 1979 một tượng đài được khánh thành tại Sân bay Sheremetyevo để kỷ niệm loại máy bay thành công này.
Mười bảy hãng hàng không nước ngoài đã mua 125 chiếc Il-18. Với số ghế từ 100 tới 120, tính kinh tế của nó cao tới mức hiện nó vẫn hoạt động tại Cuba, Siberia và bởi một số hãng hàng không ở Trung Đông.

### Giá
Theo Nghiên cứu Quốc gia, Ghana đã mua nợ tám chiếc Il-18 năm 1961, với giá hơn 1.500.000 dollar mỗi chiếc. Tuy nhiên, bởi giá thành hoạt động cao, bốn chiếc sau đó đã được trả về cho Liên Xô, những chiếc khác do Ghana Airways điều hành.

### Thời gian phục vụ
- Thời gian: 42 năm
- Chu kỳ bay: 18.000
- Giờ bay: 40.000

## Các phiên bản

### Dân sự

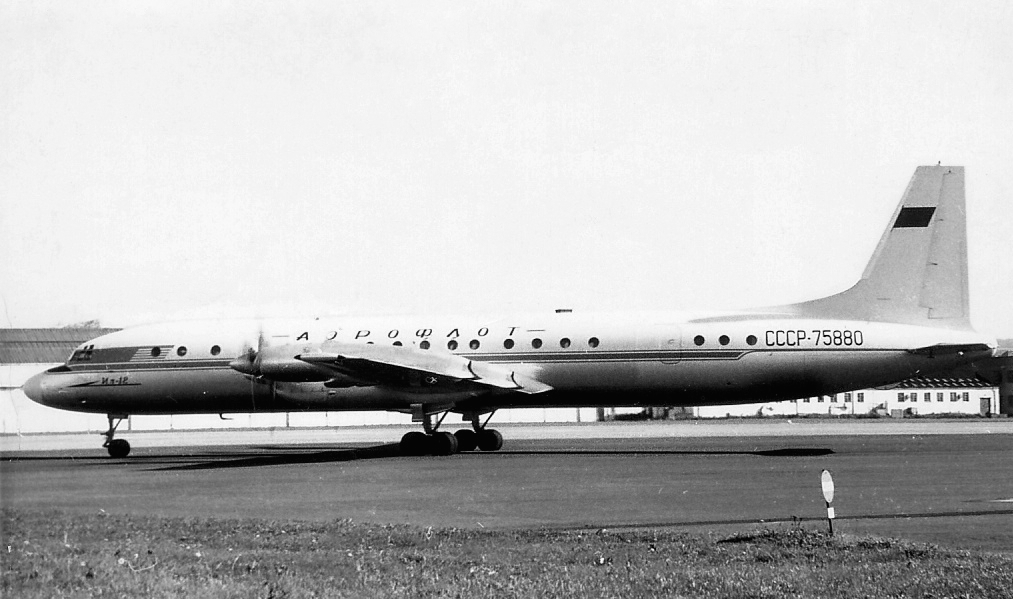
Il-18V tại Sân bay Glasgow Prestwick

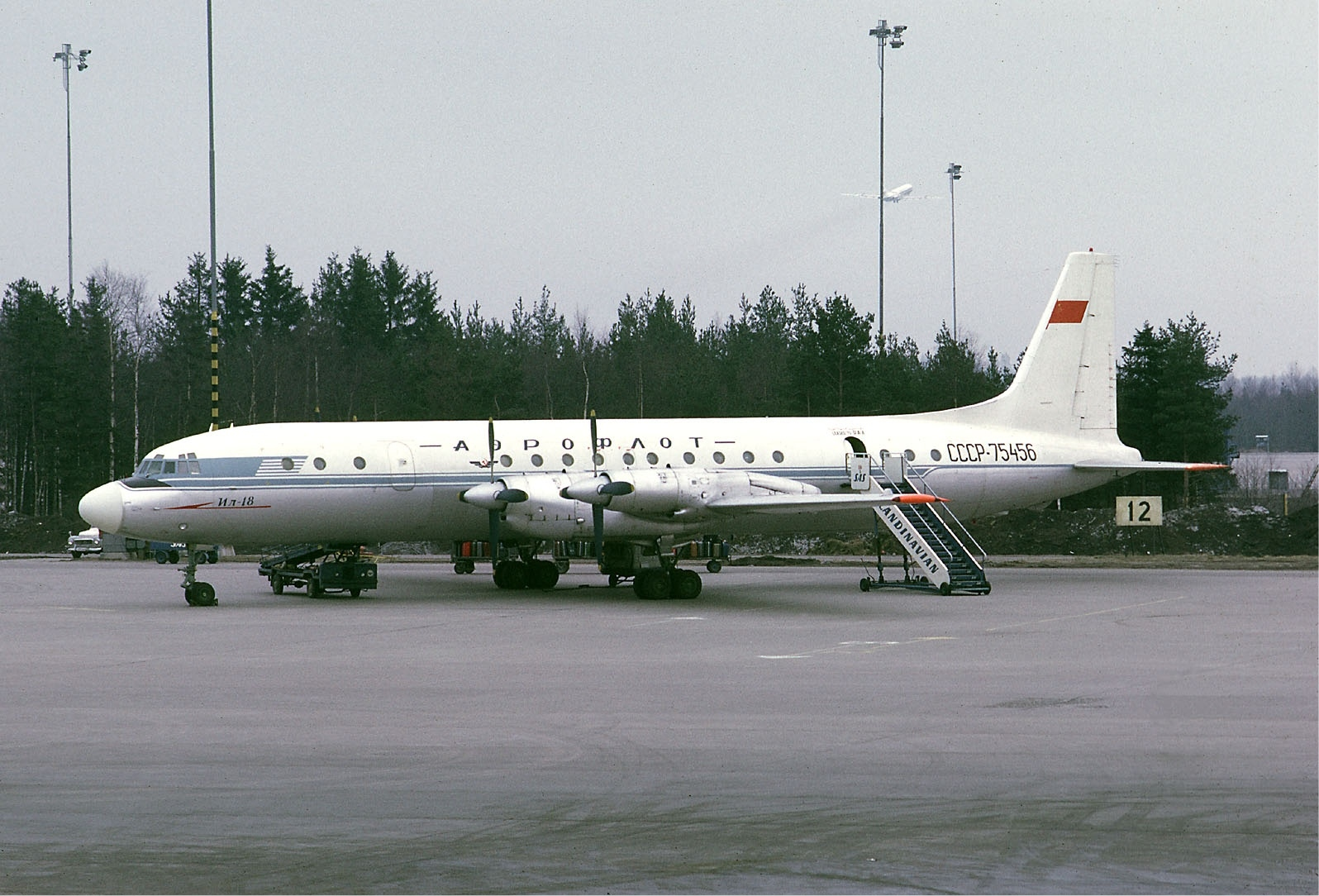
Il-18D tại Sân bay Stockholm-Arlanda

Il-18AKiểu sản xuất đầu, trang bị động cơ tua bin cánh quạt Kuznetsov NK-4 hoặc Ivchenko AI-20.
Il-18BKiểu sản xuất thứ hai, có thể chở 84 hành khách.
Il-18VPhiên bản tiêu chuẩn của Aeroflot, bắt đầu hoạt động năm 1961. Il-18V trang bị 4 động cơ tua bin cánh quạt Ivchenko AI-20K. Có 90-100 ghế.
Il-18ITrang bị động cơ Ivchenko AI-20M mạnh hơn, công suất 3.170 kW (4.250 shp). Số ghế hành khách tăng lên 122 ghế.
Il-18DTương tự như Il-18I, nhưng trang bị thêm thùng nhiên liệu phụ ở giữa thân để tăng thêm tầm bay. Il-18D lắp 4 động cơ 4.250-hp (3169-ekW) Ivchenko AI-20M.
Il-18ETương tự như Il-18I, nhưng không có khả năng mang thêm nhiên liệu.
Il-18TTên gọi này được dùng cho một số máy bay của Aeroflot, chúng được chuyển đổi thành máy bay vận tải hàng hóa.

### Quân sự
Il-20M Coot-APhiên bản điện tử ELINT, trinh sát radar. Cũng còn được biết đến với tên gọi Il-18D-36 Bizon.
Il-20RTPhiên bản ELINT hải quân.
Il-22 Coot-BPhiên bản sở chỉ huy trên không.
Il-24Phiên bản ELINT.
Il-24NPhiên bản dân sự của Il-20 Coot.
Il-38Phiên bản trinh sát và chống tàu ngầm trên biển.

## Các quốc gia sử dụng

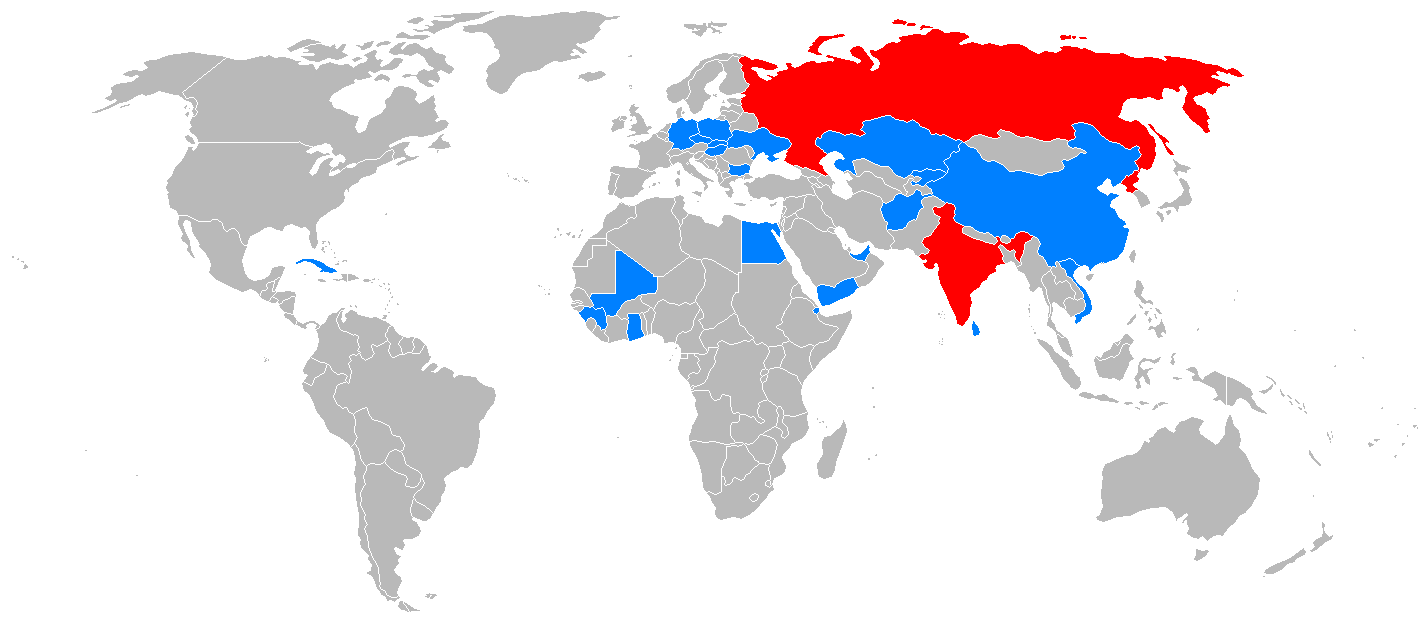
Il-18 nước sử dụng (hiện sử dụng trong quân sự màu đỏ)

### Dân sự
Afghanistan
- Royal Afghan Airlines

 Bulgaria
- Balkan Bulgarian Airlines
- TABSO

 Trung Quốc
- Cục Hàng không Dân dụng Trung Quốc

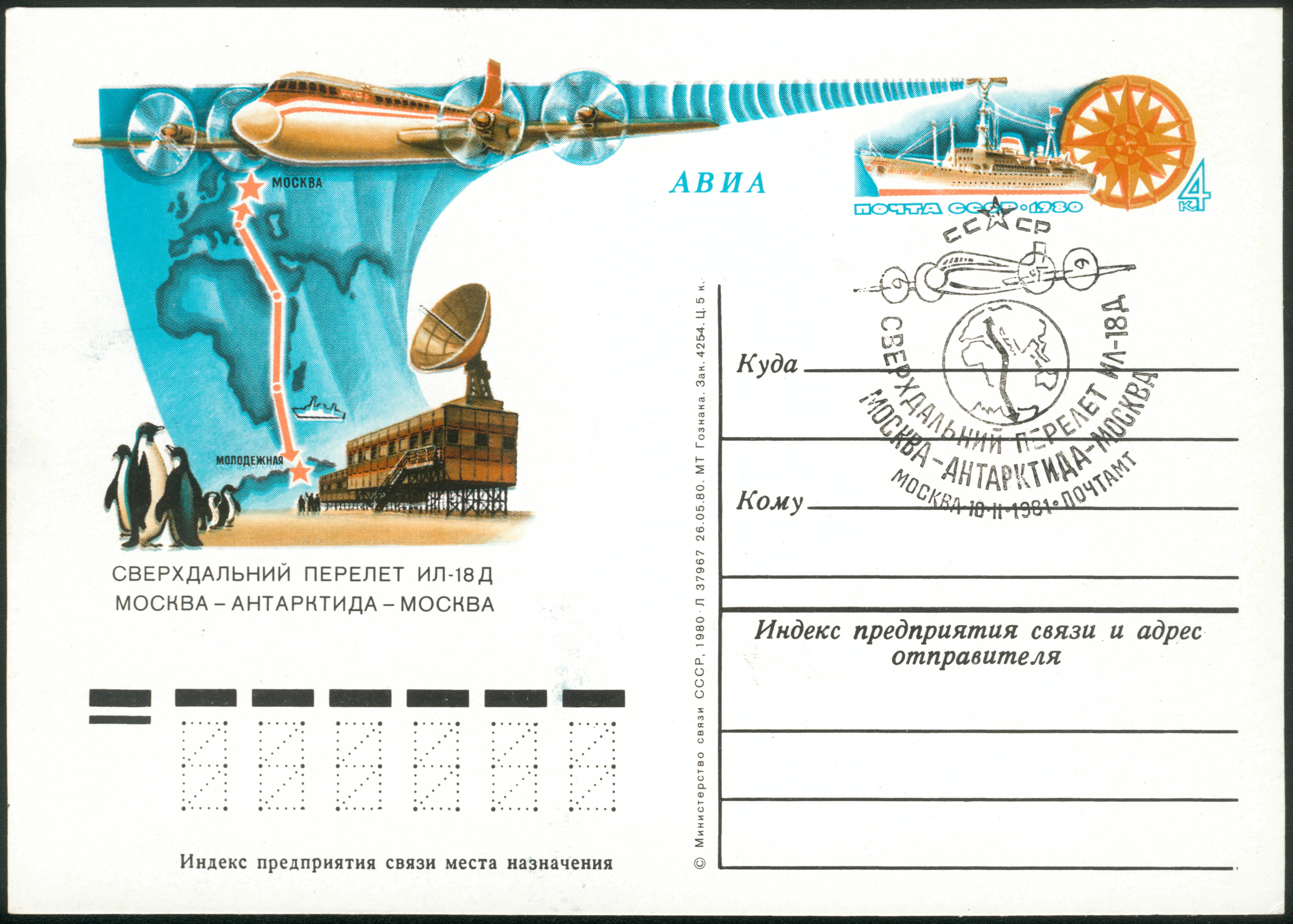
Il-18 trên một bưu thiếp năm 1981

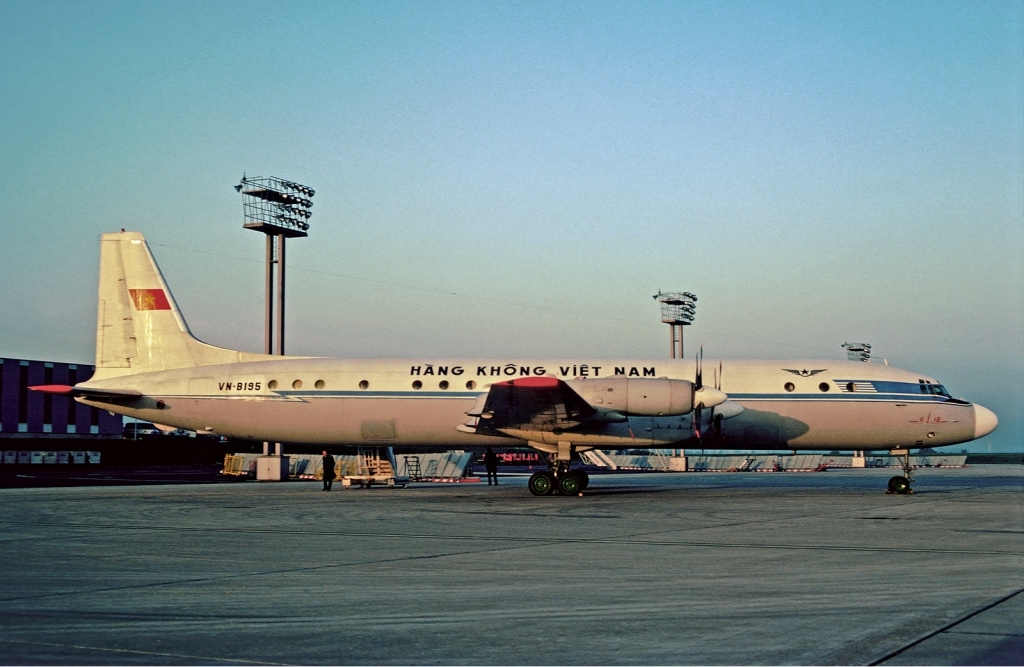
Il-18 của Hãng hàng không Quốc gia Việt Nam

 Cuba
- Aerocaribbean
- Cubana

 Tiệp Khắc
- Czech Airlines

 Djibouti
- Daallo Airlines

 Đông Đức
- Interflug

 Ai Cập
- Egyptair
- United Arab Airlines

 Ghana
- Ghana Airways

 Guinée
- Air Guinée

 Hungary
- Malev

 Kazakhstan
- Irbis Aero

 Kyrgyzstan
- Anikay Air

 Mali
- Air Mali

 CHDCND Triều Tiên
- Air Koryo

 Ba Lan
- LOT (Nine from 1961)

 Romania
- Tarom

 Liên Xô
- Aeroflot
- ASTAir
- GVG Airline
- NPP-MIR
- Tretyakovo Airlines

 Sri Lanka
- Expo Aviation

 Ukraina
- Lviv Airlines

 UAE
- Phoenix Aviation

 Việt Nam
- Hãng hàng không Quốc gia Việt Nam

 Yemen
- Yemen Airways

### Quân sự
Afghanistan
- Không quân Afghanistan (Năm chiếc được chuyển giao năm 1968, và đã ngừng hoạt động)

 Ấn Độ
 CHDCND Triều Tiên
 Ba Lan
 Liên Xô
- Không quân Xô viết

 Việt Nam
- Không quân nhân dân Việt Nam

## Đặc điểm kỹ thuật (Il-18D)

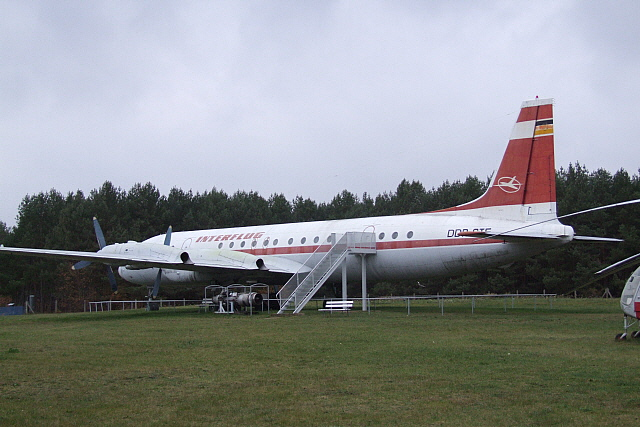
Một mẫu tại bảo tàng ở Borkheide, Đức

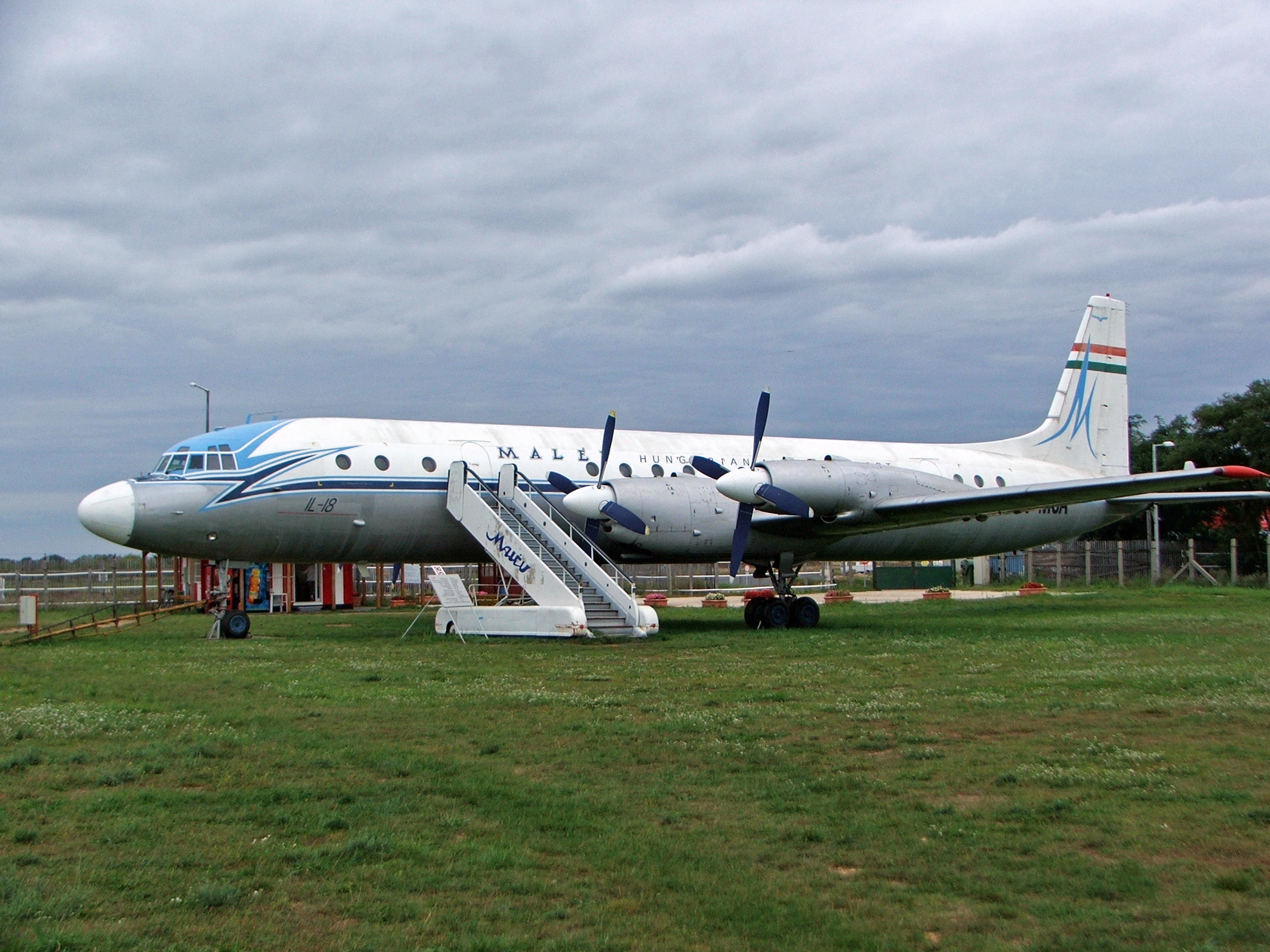
Il-18 của hãng MALÉV tại bảo tàng ở Budapest

### Đặc điểm chung
- Phi đội: Sáu hoặc bảy (phi công, phi công phụ, kỹ sư máy, hoa tiêu, 2 hay 3 tiếp viên trên khoang)
- Sức chứa: 120 hành khách
- Chiều dài: 37.40 m (122 ft 8 in)
- Sải cánh: 37.90 m (124 ft 4 in)
- Chiều cao: 10.17 m (33 ft 4 in)
- Diện tích cánh: 140 m² (1.506,4 ft²)
- Trọng lượng rỗng: 35.000 kg (77.000 lb)
- Trọng lượng cất cánh tối đa: 64.000 kg (140.800 lb)
- Động cơ: 4 động cơ tuốc bin cánh quạt Ivtschenko AI-20 M 3.169 kW (4.250 hp) mỗi chiếc
- Đường kính thân: 3.5 m (11 ft 6 in)
- Cánh quạt: AW-68 I
- Đường kính cánh quạt: 4.5 m (14 ft 9 in)
- Động cơ phụ: TG-16M (28 Volt DC)
- Các tiêu chuẩn ICAO: Phụ lục 16 Chương 2
- Trọng lượng hạ cánh tối đa: 52.600 kg (115.720 lb)
- Max. zero-fuel weight: 48.800 kg (107.360 lb)
- Trọng lượng chạy trên đường băng tối đa: 64.500 kg (141.900 lb)
- Sức chứa nhiên liệu tối đa: 30.000 l (24.000 kg)

### Hiệu suất bay
- Tốc độ tối đa: 675 km/h (364 knots, 416 mph)
- Tốc độ bay tiết kiệm nhiên liệu: 650 km/h (351 knots, 401 mph)
- Tầm bay: 6.500 km (3.510 nm, 4.010 mi)
- Trần bay: 10.000 m (32.800 ft)
- Tầm bay với chất tải tối đa: 4.300 km (2.322 nm, 2.650 mi)
- Tiếp cận tối thiểu: Tổ chức Hàng không Dân dụng Thế giới (ICAO) CAT 1 Chiều cao quyết định 60 m (200 ft) / 800 m (tầm nhìn) hay 550 m Tầm nhìn đường băng (RVR)

## Chủ đề liên quan

### Máy bay có cùng sự phát triển
- Ilyushin Il-38

### Máy bay có tính năng tương đương
- Bristol Britannia
- Lockheed L-188 Electra
- Vickers Viscount

### Danh sách
- Danh sách máy bay chở khách
- Danh sách máy bay dân sự